# (24644) 1985 DA
1985 دي أي (ويعرف أيضًا باسم (24644) 1985 دي أي وفق تسمية الكوكب الصغير) (بالإنجليزية: 1985 DA)‏ هو كويكب ضمن حزام الكويكبات؛ وترتيبه 24644 من حيث الاكتشاف.
اكتُشف هذا الجُرم الفلكي بواسطة اليانور إف. هيلين في 24 فبراير 1985.

## وصلات خارجية
- (24644) 1985 DA في قاعدة بيانات مختبر الدفع النفاث لأجرام النظام الشمسي الصغيرة

- الاكتشاف · مخطط المدار ·  العناصر المدارية · المعلمات المادية

- (24644) 1985 DA على موقع ويكي سكاي: DSS2, SDSS, GALEX, IRAS, Hydrogen α, X-Ray, Astrophoto, Sky Map, Articles and images